# Struga Banska
Struga Banska är en ort i Kroatien.   Den ligger i länet Moslavina, i den centrala delen av landet, 80 km söder om huvudstaden Zagreb. Struga Banska ligger 205 meter över havet och antalet invånare är 117.
Terrängen runt Struga Banska är platt västerut, men österut är den kuperad. Runt Struga Banska är det ganska tätbefolkat, med 67 invånare per kvadratkilometer. Närmaste större samhälle är Dvor, 4,0 km söder om Struga Banska. Omgivningarna runt Struga Banska är en mosaik av jordbruksmark och naturlig växtlighet.